# Toxicodendron
Toxicodendron is een geslacht uit de pruikenboomfamilie (Anacardiaceae). De soorten komen voor van het Oost-Russische eiland Sachalin tot in tropisch Azië en verder van West-Canada tot in Peru en Venezuela en op de Bahama's en Bermuda.

## Soorten
- Toxicodendron acuminatum (DC.) C.Y.Wu & T.L.Ming
- Toxicodendron bimannii Barbhuiya
- Toxicodendron borneense (Stapf) Gillis
- Toxicodendron calcicola C.Y.Wu
- Toxicodendron delavayi (Franch.) F.A.Barkley
- Toxicodendron diversilobum (Torr. & A.Gray) Greene
- Toxicodendron fulvum (Craib) C.Y.Wu & T.L.Ming
- Toxicodendron grandiflorum C.Y.Wu & T.L.Ming
- Toxicodendron griffithii (Hook.f.) Kuntze
- Toxicodendron hirtellum C.Y.Wu
- Toxicodendron hookeri (K.C.Sahni & Bahadur) C.Y.Wu & T.L.Ming
- Toxicodendron khasianum (Hook.f.) Kuntze
- Toxicodendron nodosum (Blume) Kuntze
- Toxicodendron orientale Greene
- Toxicodendron pubescens Mill.
- Toxicodendron quinquefoliolatum Q.H.Chen
- Toxicodendron radicans (L.) Kuntze - Gifsumak
- Toxicodendron rhetsoides (Craib) Tardieu
- Toxicodendron rostratum T.L.Ming & Z.F.Chen
- Toxicodendron rydbergii (Small ex Rydb.) Greene
- Toxicodendron striatum (Ruiz & Pav.) Kuntze
- Toxicodendron succedaneum (L.) Kuntze
- Toxicodendron sylvestre (Siebold & Zucc.) Kuntze
- Toxicodendron trichocarpum (Miq.) Kuntze
- Toxicodendron vernicifluum (Stokes) F.A.Barkley
- Toxicodendron vernix (L.) Kuntze
- Toxicodendron wallichii (Hook.f.) Kuntze
- Toxicodendron yunnanense C.Y.Wu

## Hybriden
- Toxicodendron × lobadioides Greene

... · 
Anacardium · 
Bouea · 
Buchanania · 
Cotinus · 
Mangifera · 
Pistacia (Pistache) · 
Protorhus · 
Rhus · 
Schinus · 
Sclerocarya · 
Sorindeia · 
Spondias · 
Toxicodendron · 
...